# The Who Tour 1974

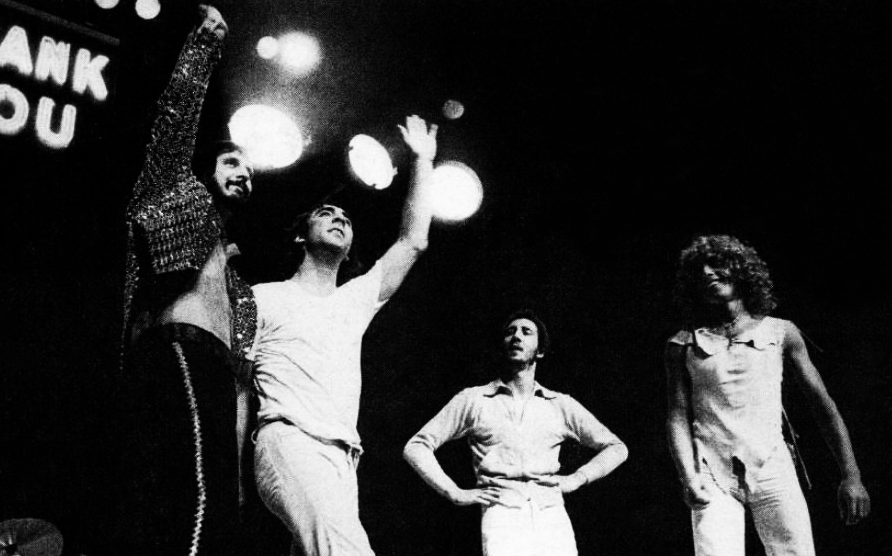
Anuncio comercial de King Biscuit Flower Hour en el que aparece The Who.Para adaptarlo mejor a su respectivo artículo de Wikipedia, el anuncio fue recortado y limpiado en un programa de edición gráfica. El original se puede ver en la fuente más abajo.

The Who Tour 1974 fue una gira de conciertos por parte de la banda británica The Who en 1974.

## Miembros de la banda
- Roger Daltrey – voz, armónica
- Pete Townshend – guitarra, voz
- John Entwistle – bajo, voz
- Keith Moon – batería, percusión, voz

## Lista de canciones interpretadas
1. "I Can't Explain"
2. "Summertime Blues" (Eddie Cochran, Jerry Capehart)
3. "My Wife" (John Entwistle)
4. "My Generation"
5. "The Real Me"
6. "The Punk and the Godfather"
7. "I'm One" (not performed on 10 February)
8. "5.15"
9. "Sea and Sand"
10. "Drowned"
11. "Bell Boy"
12. "Doctor Jimmy"
13. "Love, Reign o'er Me"
14. "Won't Get Fooled Again"
15. "Pinball Wizard"
16. "See Me, Feel Me"

1. "I Can't Explain"
2. "Summertime Blues" (Eddie Cochran, Jerry Capehart)
3. "Young Man Blues" (Mose Allison)
4. "Baba O'Riley"
5. "Behind Blue Eyes"
6. "Substitute"
7. "I'm a Boy" (dropped after 10 June)
8. "Tattoo"
9. "Boris the Spider" (John Entwistle)
10. "Drowned"
11. "Bell Boy"
12. "Doctor Jimmy"
13. "Won't Get Fooled Again"
14. "Pinball Wizard"
15. "See Me, Feel Me"

## Fechas de la gira
| Fecha                 | Ciudad        | País          | Lugar                  |
| Francia               | Francia       | Francia       | Francia                |
| --------------------- | ------------- | ------------- | ---------------------- |
| 9 de febrero de 1974  | Cambrai       | France        | Palais des Grottes     |
| 10 de febrero de 1974 | Paris         | France        | Palais des Expositions |
| 16 de febrero de 1974 | Toulouse      | France        | Stadium Municipal      |
| 17 de febrero de 1974 | Poitiers      | France        | Les Arenes             |
| 22 de febrero de 1974 | Nancy         | France        | Palais des Expositions |
| 24 de febrero de 1974 | Lyon          | France        | Sports Palais          |
| Reino Unido           |               | France        |                        |
| 6 de mayo de 1974     | Oxford        | England       | New Theatre Oxford     |
| 18 de mayo de 1974    | Charlton      | England       | The Valley             |
| 22 de mayo de 1974    | Portsmouth    | England       | Portsmouth Guildhall   |
| Estados Unidos        |               |               |                        |
| 10 de junio de 1974   | New York City | United States | Madison Square Garden  |
| 11 de junio de 1974   | New York City | United States | Madison Square Garden  |
| 13 de junio de 1974   | New York City | United States | Madison Square Garden  |
| 14 de junio de 1974   | New York City | United States | Madison Square Garden  |